# Вулиця Королеви Єлизавети II

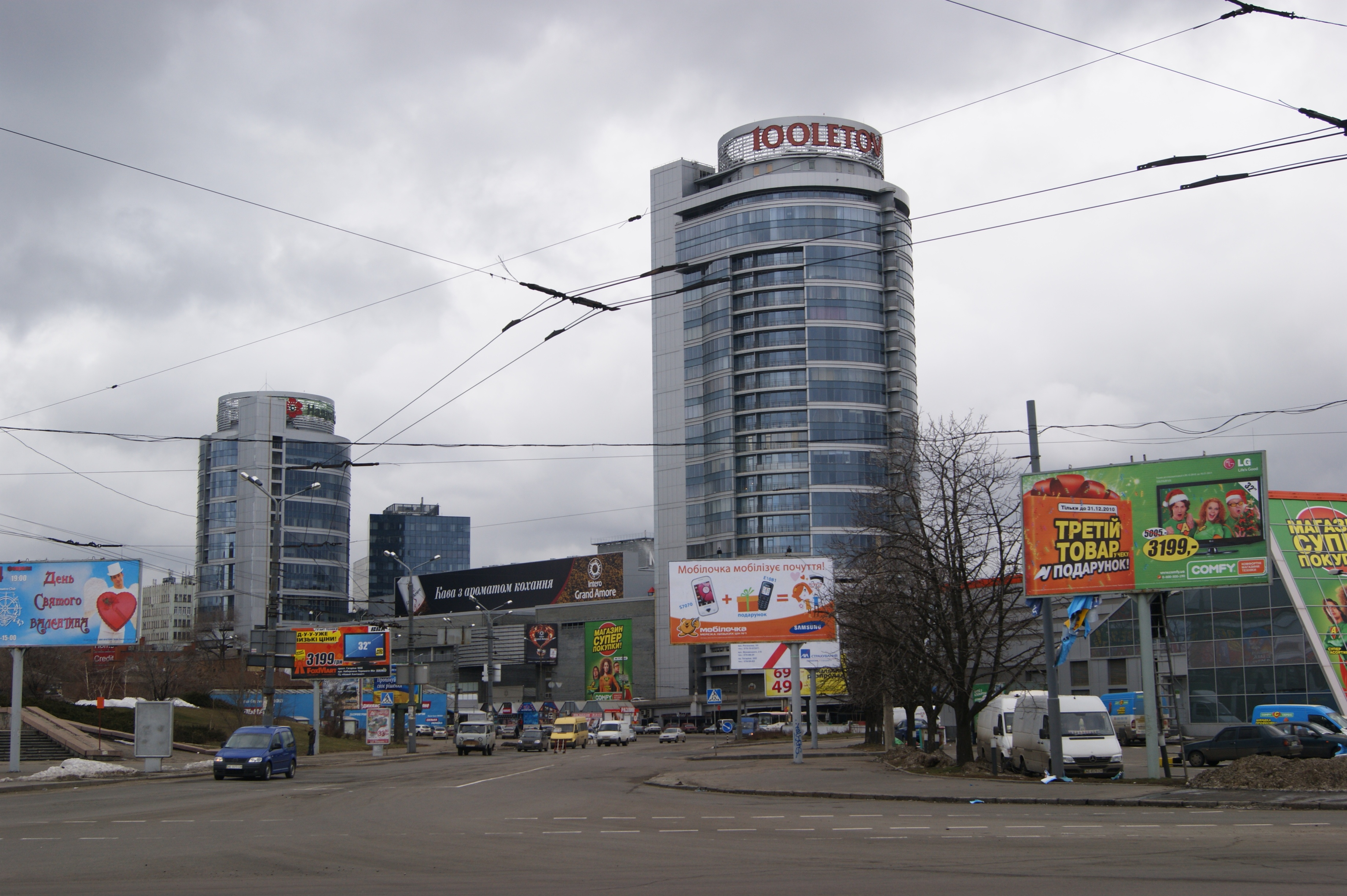
Краєвид вулиці Королеви Єлизавети II

Вулиця Королеви Єлизавети II — одна з центральних та найкоротша з вулиць міста Дніпро. Розташована в історичній місцевості Половиця, у Шевченківському районі однойменного міста. Вулиця завдовжки 500 метрів й пролягаж зі сходу на захід. Бере початок від вулиці Михайла Коцюбинського та  закінчується на перехресті з вулицею Володимира Мономаха, після якого продовжується пішохідним Театральним бульваром.

## Історія

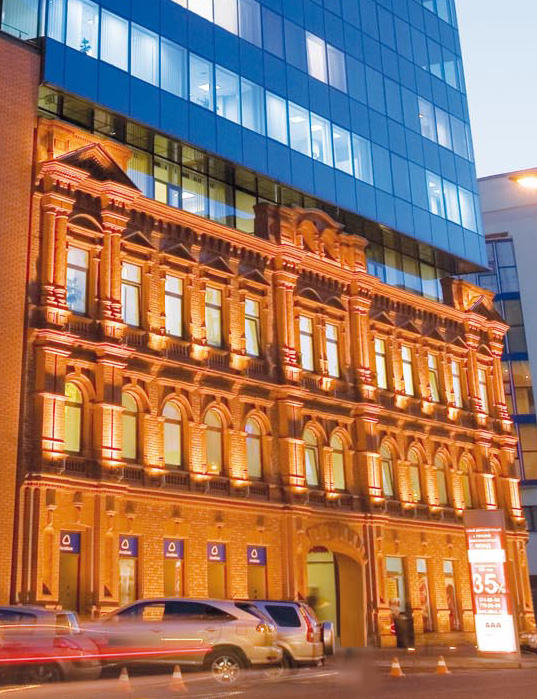
Будівля на вулиці Королеви Єлизавети ІІ, 7 — яскравий приклад фасадізму

На плані заснування міста архітектора Івана Старова є однією з існувавших вулиць запорозького селища Половиця. Стародавня назва — Упорна вулиця. 
1861 року на вулиці була відкрита типографія з літографією купецького сина Х. Чауського, що з новітнім устаткуванням півстоліття не мала собі рівних у місті. У типографії друкувалися художні й наукові видання та афіші.
Наприкінці XIX століття на вулиці Упорній був розташований один з десяти катеринославських будинків проституції. На цьому будинку ще, до недавніх часів Незалежної України над входом залишався висіти червоний ліхтар.
У 1904—1906 роках складеною комісією при Катеринославській міській думі «Про найменування деяких вулиць міста історичними назвами з історії місцевого краю» на чолі з професором Дмитром Яворницьким вулицю Упорну пропонувалося перейменувати на вулицю Кобзарську.
Радянська влада більшовиків за політикою зросійщення перейменувала вулицю на честь російського композитора Михайла Глінки.

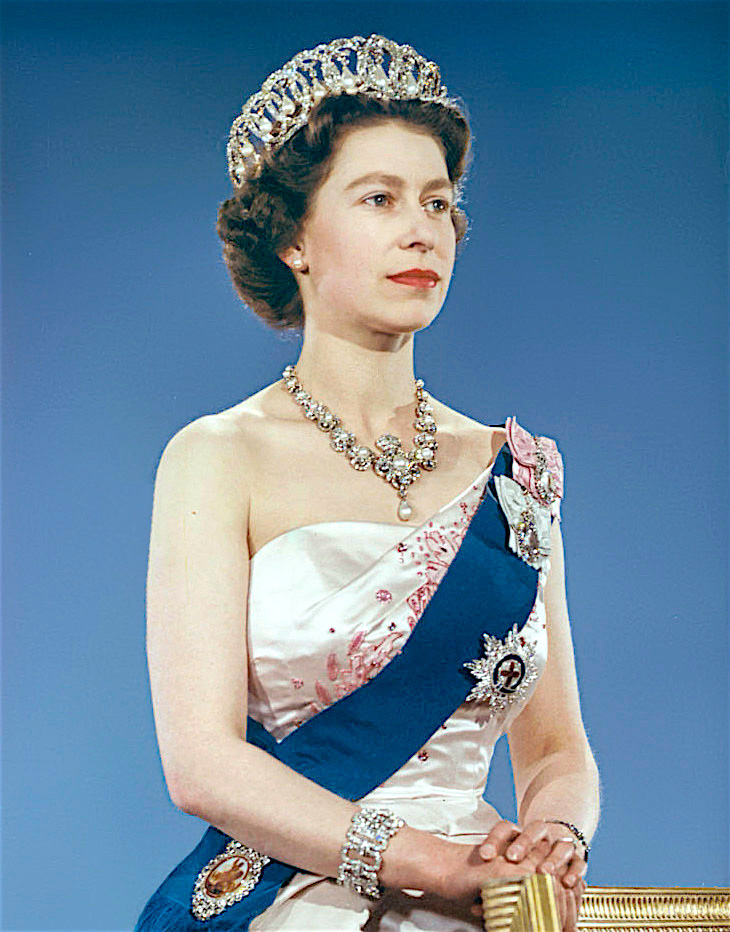
Єлизавета II (1959)

Наприкінці вересня 2022 року рішенням Дніпровської міської ради вулиця Глінки перейменована на честь Королеви Єлизавети II.

## Будівлі
- № 1 — автостанція «Новий центр»
- № 2 — житлова башта — готель ТРК «Міст-Сіті Центр»
- № 7 — Діловий центр «Призма»
- № 10 — будівництво БФК «Брама»
- № 11 — Дніпропетровський обласний театрально-художній коледж
- № 16 — будівля колишнього триповерхового готелю «Grand-Hotel» на 19 номерів (за часів Катеринославу мав адресу Залізна вулиця, 9[6])
- № 17А — ТЦ «Скорпіон»
- № 19 — KFC
- № 24 — ТЦ «Московський».

## Перехресні вулиці
- Вулиця Михайла Коцюбинського
- Харківська вулиця
- Європейська вулиця
- Європейський бульвар
- вул. Володимира Мономаха
- Театральний бульвар.